# 2024년 2월 미국의 이라크와 시리아 공습
2024년 2월 2일, 미국 공군은 이라크와 시리아에 있는 이란 혁명수비대와 이란 지원 민병대를 대상으로 일련의 공습을 시작했다. 이번 공격은 이라크에서 이슬람 저항세력이 일주일 전 요르단에서 미군을 겨냥해 드론 공격을 가해 미군 3명이 사망한 것에 대한 보복으로 시작됐다.

## 배경
2023년 10월 7일 이스라엘-하마스 전쟁이 시작된 이후 이란의 지원을 받는 민병대 그룹은 이라크, 요르단, 시리아의 미군 기지에 대해 170회 이상의 공격을 감행했다. 이러한 공격으로 인해 수십 명의 병력이 부상을 입었다. 2024년 1월 28일, 이라크 이슬람 저항세력의 샤헤드 136 드론 공격이 요르단의 미군 기지인 타워 22를 목표로 하여 미군 3명이 사망하고 47명이 부상을 입는 사건이 발생했다.

## 같이 보기
- 프레잉 맨티스 작전
- 순교자 솔레이마니 작전
- 2024년 예멘 미사일 공습